# Patinatge artístic als Jocs Olímpics d'hivern de 1980 - Individual masculí
Als Jocs Olímpics d'Hivern de 1980 celebrats a la ciutat de Lake Placid (Estats Units) es disputà una prova en categoria masculina, que formà part del programa oficial dels Jocs.
Les proves es disputaren entre els dies 18 i 21 de febrer de 1980 a l'Olympic Center.

## Comitès participants
Hi participaren un total de 17 patindors de 10 comitès nacionals diferents.
| - Canadà (1) - Estats Units (3) - França (1) - Japó (2) - RDA (2) |  | - RFA (1) - Regne Unit (2) - Suècia (1) - Unió Soviètica (3) - R.P. de la Xina (1) |

## Resum de medalles
| Or            | Argent       | Bronze          |
| Robin Cousins | Jan Hoffmann | Charles Tickner |

## Resultats
| Posició | Nom                    | CON             | F  | PC | PL | Punts  | Places |
| ------- | ---------------------- | --------------- | -- | -- | -- | ------ | ------ |
| 1       | Robin Cousins          | Regne Unit      | 4  | 1  | 1  | 189.48 | 13     |
| 2       | Jan Hoffmann           | RDA             | 1  | 2  | 2  | 189.72 | 15     |
| 3       | Charles Tickner        | Estats Units    | 2  | 5  | 3  | 187.06 | 28     |
| 4       | David Santee           | Estats Units    | 3  | 3  | 5  | 185.52 | 34     |
| 5       | Scott Hamilton         | Estats Units    | 8  | 4  | 4  | 181.78 | 45     |
| 6       | Igor Bobrin            | Unió Soviètica  | 7  | 6  | 8  | 177.40 | 55     |
| 7       | Jean-Christophe Simond | França          | 6  | 10 | 9  | 175.00 | 64     |
| 8       | Mitsuru Matsumura      | Japó            | 11 | 7  | 7  | 172.28 | 75     |
| 9       | Fumio Igarashi         | Japó            | 13 | 8  | 6  | 172.04 | 77     |
| 10      | Konstantin Kokora      | Unió Soviètica  | 10 | 11 | 10 | 168.18 | 91     |
| 11      | Hermann Schulz         | RDA             | 9  | 9  | 13 | 166.70 | 98     |
| 12      | Brian Pockar           | Canadà          | 12 | 12 | 12 | 163.26 | 107    |
| 13      | Rudi Cerne             | RFA             | 15 | 13 | 13 | 159.30 | 116    |
| 14      | Thomas Oberg           | Suècia          | 14 | 14 | 14 | 149.80 | 127    |
| 15      | Christopher Howarth    | Regne Unit      | 16 | 15 | 15 | 145.66 | 134    |
| 16      | Zhaoxiao Xu            | R.P. de la Xina | 17 | 16 | 16 | 117.16 | 144    |
| NF      | Vladimir Kovalev       | Unió Soviètica  | 5  | -- | -- | --     | --     |

NF: no finalitzà